# كوزموس 1408
كوزموس 1408 (بالروسية: Космос-1408) كان قمرًا اصطناعيًّا سوفيتيًّا - لاحقًا روسيًّا - لأغراض الاستخبارات الإلكترونية واستخبارات الإشارة. أُطلق إلى مدار الأرض المنخفض في 16 سبتمبر 1982، ليحل محل كوزموس 1378. وهو قمر ينتمى لمنظومة «تسيلينا-دي». في 15 نوفمبر 2021، دُمر القمر الاصطناعي بواسطة صاروخ روسي مضاد للأقمار الاصطناعية، ما أنتج حطامًا فضائيًّا قالت وكالة الفضاء الأمريكية أنه يهدد سلامة المحطة الفضائية الدولية.

## الإطلاق
أطلق القمر الاصطناعي عبر صاروخ تسيكلون-3 في 16 سبتمبر 1982، من الموقع 2/32 في ميناء بليسيتسك الفضائي، ضمن منظومة تسيلينا-دي. بلغ وزن القمر 2200 كيلو جرام، مع مدى عمل متوقع يقدر بستة أشهر. اتخذ القمر الاصطناعي مسارًا في مدار الأرض المنخفض بميل 82.5° ونقطة حضيض 645 كلم ونقطة أوج 679 كلم وفترة مدارية قدرها 97.8 دقيقة.

## الاستهداف
بعد استهداف القمر الاصطناعي في 15 نوفمبر 2021 بصاروخ روسي مضاد للأقمار الاصطناعية، ذكرت ناسا أن رواد محطة الفضاء الدولية وُجهوا للاحتماء بمركبتي سايوز وكرو دراجون الراسيتين في المحطة لمدة ساعتين في إجراء احترازي يتيح لهم الهروب بسرعة عند الضرورة.
ردًّا على البيانات الأمريكية، أكد وزير الدفاع الروسي سيرجي شويجو أن الشظايا الناتجة عن تدمير القمر لا تشكل خطرًا على النشاط الفضائي.